# Халазіон
Хала́зіон, халя́зіон, рідше гра́дина — кругле ущільнення в товщі хряща повіки, виникаюче внаслідок хронічного проліферативного запалення мейбомієвої залози.

## Причини
У кожній повіці налічують близько 30 мейбомієвих залоз. Їх завдання виробляти жировий секрет, який захищає очі від пересихання. Якщо відбувається закорковування вивідної протоки залози, то секрет накопичується всередині з утворенням капсули. Зазвичай закорковування відбувається спонтанно й найчастіше це трапляється у дітей і молодих дорослих, оскільки у них залози функціонують активніше, ніж у старшому віці. Деякі захворювання очей також можуть призводити до утворення халазіону – себорея, блефарити, розацеа.